# Triết học thời kỳ Phục Hưng
Việc gọi tên Triết học phục hưng được sử dụng bởi các học giả để mô tả các tư tưởng của giai đoạn ở châu Âu khoảng giữa năm 1355 và 1650 (ngày nay dịch chuyển về trước cho trung Âu và phía bắc châu Âu và ở các đất nước như như Tây Ban Nha, Mỹ, Ấn Độ, Nhật Bản, và Trung Quốc dưới ảnh hưởng của Châu Âu). Do đó, nó giống với triết học thời trung cổ, mà trong thế kỷ mười bốn và mười lăm bị ảnh hưởng bởi những nhân vật đáng chú ý như Albertô Cả, Tôma Aquinô, William xứ Ockham, và Marsilio thành Padova, và triết học hiện đại, thường bắt đầu với René Descartes và cuốn sách của ông Discourse on Method trong 1637. Các nhà triết học thường chia thời gian ít hơn, nhảy từ thời trung cổ đến triết học tiền hiện đại, trên giả định rằng không có sự thay đổi căn bản trong quan điểm đã diễn ra trong nhiều thế kỷ ngay trước Descartes. Tuy nhiên, các nhà sử học trí thức xem xét các yếu tố cân nhắc như nguồn, phương pháp tiếp cận, đối tượng, ngôn ngữ và thể loại văn học ngoài ý tưởng. Bài viết này xem xét cả những thay đổi trong bối cảnh và nội dung của triết học thời Phục Hưng và sự liên tục đáng chú ý của nó với quá khứ.

## Tính liên tục
Cấu trúc, nguồn, phương pháp và chủ đề triết học trong thời kỳ Phục hưng có nhiều điểm chung với những thế kỷ trước.

### Công trình triết học
Đặc biệt là kể từ khi tim được những kiến thức từ những cuốn sách của Aristotle trong thế kỷ thứ 12 và 13, nó trở nên rõ ràng rằng, ngoài các cuốn sách của Aristotle về logic, đã được biết đến, đã có rất nhiều người ca ngợi Micae tâm huyết với triết học tự nhiên, triết học đạo đức và siêu hình học. Các cuốn sách này cung cấp các cấu trúc cho chương trình giảng dạy triết học của các trường đại học đang nổi lên. Giả định chung là hầu hết các chi nhánh 'khoa học' của triết học là những người đã được dạy nhiều hơn về lý thuyết và do đó số lượng Học giả nhiều hơn. Trí thức mạnh quá, nhiều nhà tư tưởng đã thấy như là những lĩnh vực triết học chính, với logic cung cấp cảm hứng cho những tác phẩm của mình.